# Archaeoscelio rugosus
Archaeoscelio rugosus är en stekelart som beskrevs av Charles Thomas Brues 1940. Archaeoscelio rugosus ingår i släktet Archaeoscelio och familjen Scelionidae. Inga underarter finns listade.